# La leyenda de Sigurd y Gudrún
La leyenda de Sigurd y Gudrún es una obra temprana del escritor británico John Ronald Reuel Tolkien que fue publicada por primera vez y de forma póstuma el 9 de mayo de 2009 por las editoriales HarperCollins y Houghton Mifflin Harcourt; aunque la obra había sido escrita en los años 1920 y 1930, cuando el autor trabajaba en la Universidad de Oxford como profesor de lengua y literatura inglesa. Se trata un trabajo en verso de antiguas épicas nórdicas, inspirada en Edda poética, una serie de poemas del Medioevo en los que se narra la vida de Sigurd el Volsungo, la caída de los nibelungos y el rescate de la valquiria Brunilda. El libro editado incluye una introducción del autor y copiosas notas y comentarios de su hijo, Christopher Tolkien.
En una entrevista concedida por Christopher Tolkien al rotativo británico The Guardian, el hijo del escritor afirmó que este libro puede decepcionar a muchos seguidores de El Señor de los Anillos: «Me atrevería a decir que a una buena cantidad de lectores se les puede quitar las ganas de leer una larga narración de poemas en verso y no seguir adelante. Sin embargo, aquellos verdaderos amantes de toda la literatura de Tolkien pueden experimentar un impacto inesperado: mi esperanza es que quienes aprecian y admiran las obras de mi padre lo encontrarán revelador desde el punto de vista de la poesía nórdica de la antigüedad en general y de su tratamiento de una leyenda intensa, apasionada y misteriosa».